# Клод Шап
Клод Шап (на френски: Claude Chappe; 25 декември 1763, Брюлон, департамент Сарт – 23 януари 1805, Париж) е френски механик, изобретател на оптически телеграфен метод и апарат (фр. sémaphore).

## Телеграф на Шап
Сигнални огньове и дим, свирки и барабани са използвани от древността за ранно предупреждение или предаване на информация на разстояние с променлив успех. Сигнализацията с флагчета по кодова таблица се ползва и до днес.
За принципен пробив в развитието на технологиите може да се счита изобретението на Клод Шап по време на Френската революция. През 1789 Шап предложил цяла Франция да се покрие с мрежа от кули, на които има конструкция с Т-образна форма на която горните три елемента могат да се въртят около точките на закрепване. Нощем към краищата им се прикрепвали фенери.
- Визия на семафора на Шап
- План за изграждане на системата
- Кодова таблица на семафора
- Гробът на Клод Шап